# Actinote eresia
Actinote eresia är en fjärilsart som beskrevs av Felder 1862. Actinote eresia ingår i släktet Actinote och familjen praktfjärilar. Inga underarter finns listade i Catalogue of Life.